# شیرهای جوان (فیلم ۱۹۵۸)
شیرهای جوان (به انگلیسی: The Young Lions) فیلمی به کارگردانی ادوارد دمیتریک با موضوع جنگ محصول ۱۹۵۸ آمریکااست. این فیلم بر اساس کتابی به همین اسم نوشته ایروین شاو و با بازی مارلون براندو ٬مونتگومری کلیفت و دین مارتین ساخته شده. شیرهای جوان فیلم موفقی بود که تنها در شمال آمریکا ۴٬۴۸۰٬۰۰۰ دلار فروش داشت.